# Steel Dawn
Pour plus de détails, voir Fiche technique et Distribution.
Steel Dawn est un film américain réalisé par Lance Hool, sorti en 1987.

## Synopsis
Sur une planète Terre devenue désertique, un ancien soldat devenu vagabond défend les intérêts d'une ferme hydraulique contre un tyran opportuniste qui cherche à accaparer une source intarissable d'eau pure.

## Fiche technique
- Titre : Steel Dawn
- Réalisation : Lance Hool
- Scénario : Doug Lefler
- Musique : Brian May
- Photographie : George Tirl
- Montage : Mark Conte
- Décors : Lindy Steinman
- Costumes : Poppy Cannon-Reese
- Production : Lance Hool & Conrad Hool
- Sociétés de production : Vestron Pictures (en) & Silver Lion Films
- Société de distribution : Vestron Pictures (en)
- Pays :  États-Unis
- Langue : Anglais
- Format : Couleur - Dolby - 35 mm - 1.78:1
- Genre : science-fiction
- Durée : 100 min
- Budget : $3,5 millions de dollars US
- Dates de sortie : 
  - États-Unis : 8 novembre 1987
  - France : Sortie directement en vidéo

## Distribution
- Patrick Swayze (VF : Richard Darbois) : Nomad
- Lisa Niemi : Kasha
- Brion James : Tark
- Anthony Zerbe : Damnil
- Brett Hool : Jux
- Christopher Neame : Sho
- John Fujioka (en) : Cord
- Marcel van Heerden : Lann
- Joseph Ribeiro : Cali
- Arnold Vosloo : Makker
- James Whyle : Tooey
- Alex Heyns : Le prêtre

## Autour du film
- Il s'agit de l'un des rares films réunissant Patrick Swayze et sa femme Lisa Niemi.